# Moriz Winternitz
Moriz Winternitz (Horn, 23 de diciembre de 1863 - Praga, 9 de enero de 1937) fue un eminente orientalista austriaco.
Recibió su primera educación en el «gimnasio» de su ciudad natal, y en 1880 ingresó en la Universidad de Viena, donde en 1886 recibió el título de Doctor en Filosofía. En 1888 se fue a Oxford, donde hasta 1892 asistió al sanscritólogo alemán Max Müller en la preparación de la segunda edición del Rigveda (4 volúmenes, Oxford, 1890-1892), cotejar los manuscritos y decidir sobre la adopción de muchas nuevas lecturas. Winternitz permaneció en Oxford hasta 1898, actuando en varias capacidades educativas, como profesor alemán de la Asociación para la Promoción de la Educación Superior de la Mujer (1891-1898), bibliotecario del Instituto Indio de Oxford (1895), y con frecuencia como examinador en alemán y en sánscrito, tanto para la universidad como para el Servicio Civil de la India.
En 1899 se mudó a Praga como docente privado de Indología y de etnología en general. En 1902 fue nombrado profesor en la cátedra de sánscrito (vacante por la jubilación del catedrático alemán Alfred Ludwig) y de etnología en la Universidad Alemana de Praga. La familia Winternitz eran amigos de Albert Einstein (1879-1955) cuando este se encontraba en Praga, hacia 1911.
Entre sus estudiantes estuvieron Vincenc Lesny, Wilhelm Gampert y Otto Stein, que a su vez se convirtieron en prominentes indólogos.
Además de sus valiosas contribuciones en sánscrito y etnología para varias revistas científicas, Winternitz editó
el Apastambíia-grijia-sutra (Viena, 1887) y
el Mantra-patha ―el libro de oración de Apastamba (parte 1, Oxford, 1897)―.
Tradujo al alemán
Anthropological religion and his theosophy, or psychological religion (‘la religión antropológica y su teosofía, o religión psicológica’), escrito en inglés por el sanscritólogo alemán Max Müller (Leipzig, 1894-95); y publicó
Das Altindische Hochzeitsrituell (Viena, 1892) ―que también contiene un valioso material etnológico―,
A catalogue of South Indian manuscripts belonging to the Royal Asiatic Society of Great Britain and Ireland (‘un catálogo de los manuscritos del sur de la India pertenecientes a la Real Sociedad Asiática de Gran Bretaña e Irlanda’, publicado en Londres en 1902); y
Geschichte der Indischen Literatur (parte 1, Leipzig, 1905).